# Gastone Grandi
Gastone Grandi (eigentlich Gastone Casagrande, * 1927 in Rom) ist ein italienischer Dokumentarfilmer und Filmregisseur.
Grandi drehte von 1957 bis 1962 etliche Dokumentationen, bevor er 1964 seinen einzigen Spielfilm inszenierte, den amateurhaft wirkenden Schwarz-Weiß-Kriminalfilm Ventiquattro ore di terrore als „Tony Bighouse“ nach eigenem Drehbuch.

## Filmografie
- 1964: Ventiquattrro ore di terrore